# Долно Оризари (Велес)
Доњи Оризари (мкд. Долно Оризари) су насеље у Северној Македонији, у средишњем делу државе. Доњи Оризари су насеље у оквиру општине Велес.

## Географија
Доњи Оризари су смештени у средишњем делу Северне Македоније. Од најближег града, Велеса, село је удаљено 8 km југозападно.
Село Доњи Оризари се налази у историјској области Повардарје. Село се сместило у јужном делу Велешке котлине, на приближно 210 метара надморске висине. Западно од села издиже се планина Јакупица, а јужно Бабуна. Источно од села протиче речица Тополка.
Месна клима је измењена континентална са значајним утицајем Егејског мора (жарка лета).

## Становништво
Доњи Оризари су према последњем попису из 2002. године били без становника.
Већинско становништво у насељу били су етнички Македонци. Село је расељено 1971. године.
Претежна вероисповест месног становништва било је православље.